# Sturmpanzer IV Brummbär
Brummbär SdKfz 166 bylo německé útočné dělo užívané za druhé světové války. Vzniklo dle požadavku na samohybné dělo, které by bylo chráněno před nepřátelskou palbou a schopno operování přímo na bojišti. Počátky vývoje spadají do roku 1942 a zajímal se o ně i samotný Adolf Hitler. Na podvozku tanku Panzer IV byla instalována nástavba z pancéřových desek, přičemž síla pancíře činila 20 až 100 mm. V nástavbě byla zabudována houfnice StuH 43 ráže 150 mm, která měla krátkou 180centimetrovou hlaveň. Maximální dostřel činil 4300 metrů, zásoba vezené munice byla 38 nábojů. První stroje neměly žádnou zbraň proti pěchotě, osádka se mohla chránit pouze svými osobními zbraněmi, když střílela z průzorů. V létě roku 1943 byl stroj modernizován. Došlo k instalaci lehčí houfnice StuH 43/1 L/12, Brummbär byl osazen kulometem MG 34, byly provedeny další změny. Velká část obrněnců ještě měla představné boční pancéřování, tzv. Schürzen (zástěry). Do roku 1945 bylo vyrobeno celkem 306 kusů tohoto stroje.